# Wapen van Nauru

Wapen van Nauru

Het wapen van Nauru is ontworpen in 1968 nadat het land zich onafhankelijk verklaarde en is officieel in gebruik sinds de jaren 70 van de 20e eeuw.

## Beschrijving
Het schild is horizontaal gehalveerd en de onderste helft is vervolgens ook weer in tweeën opgesplitst.
1. In het bovenste gedeelte is er op een gouden achtergrond het chemische symbool voor fosfor afgebeeld.
2. Rechtsonder op het heraldisch schild (voor de kijker links) is een fregatvogel op een stang boven een blauwe zee afgebeeld. De algehele achtergrondkleur is hier zilver.
3. Linksonder op het heraldisch schild (rechtsonder op het plaatje) is een blauw vlak gemaakt met daarop een twijg van de Calophyllum inophyllum.

Het schild is omgeven door het insigne van het stamhoofd, koorden van palmbladeren, veren van de fregatvogel en haaientanden. Boven het schild is de zilveren ster afgebeeld die is overgenomen van de vlag van Nauru. Hierboven staat een band met de tekst Naoero. Dit is de naam van de staat in het Naurutaans. Onder het schild is eveneens een band afgebeeld met de wapenspreuk van Nauru: God's Will First.
De ondergrond van het schild staat voor de bevolking van Nauru, de fregatvogel voor de fauna, de twijg van de Calophyllum inophyllum voor de flora en het symbool van fosfor voor de winning van fosfor op het eiland.
Australië · Fiji · Kiribati · Marshalleilanden · Micronesia · Nauru · Nieuw-Zeeland · Oost-Timor · Palau · Papoea-Nieuw-Guinea · Salomonseilanden · Samoa · Tonga · Tuvalu · Vanuatu
Afhankelijke gebieden

Amerikaans-Samoa · Cookeilanden · Frans-Polynesië · Guam · Nieuw-Caledonië · Niue · Norfolk · Noordelijke Marianen · Pitcairn · Tokelau-eilanden · Wallis en Futuna